# Grabów Zaleśny
Grabów Zaleśny (dawn. alt. Grabów Zielony) – wieś w Polsce położona w województwie mazowieckim, w powiecie kozienickim, w gminie Grabów nad Pilicą.
W latach 1975–1998 miejscowość administracyjnie należała do województwa radomskiego.
Wierni kościoła rzymskokatolickiego należą do parafii Świętej Trójcy w Grabowie nad Pilicą.